# زینب خنیاب‌پور
زینب خنیاب‌پور، (بهار خنیاب‌پور) شهروند ساکن بهبهان و از بازداشت‌شدگان جنبش زن، زندگی، آزادی است. دادگاه کیفری بهبهان در استان خوزستان، وی را به دلیل انتشار تصاویر بدون حجاب در فضای مجازی، به دو سال حبس محکوم کرد. سجاد چترسفید، وکیل او اعلام کرد موکلش توسط قاضی شعبه ۱۰۴ دادگاه کیفری ۲ بهبهان به دو سال حبس محکوم شده‌است. وی پیش از این در تاریخ ۱۳ آذر ماه ۱۴۰۲ نیز، بابت بخش دیگری از پرونده‌اش، توسط دادگاه انقلاب بهبهان با اتهام «تبلیغ علیه جمهوری اسلامی ایران» به سه ماه و یک روز حبس محکوم شده بود. زینب خنیاب پور، در تاریخ ۳ خرداد ماه ۱۴۰۲، با دریافت ابلاغیه ای کتبی به شعبه بازپرسی در دادسرای عمومی و انقلاب جهت بازپرسی و تفهیم اتهام احضار و پس از طی مراحل بازپرسی و تفهیم اتهام در تاریخ ۱۷ مهر ماه ۱۴۰۲، از بابت اتهامات (انتشار یا در معرض انظار عمومی قرار دادن چیزی که عفت و اخلاق عمومی را جریحه‌دار می‌کند) و (حضور در معابر و انظار عمومی بدون حجاب شرعی) توسط قاضی شعبه ۱۰۴ دادگاه کیفری۲ بهبهان، در بخش اول پرونده قضایی خود محاکمه شده بود.

## پلمب فروشگاه
فروشگاه پوشاک زینب خنیاب‌پور در بهبهان، در تاریخ ۱۴ آذر ۱۴۰۱، به دلیل مشارکت در اعتصابات سراسری جنبش «زن، زندگی، آزادی» توسط مأموران اداره نظارت بر اماکن عمومی نیروی انتظامی پلمب شد و پرونده‌ای برای وی با مضامین اتهامی (فعالیت تبلیغی علیه نظام) و (پیاده‌روی توأم با کشف حجاب در انظار عمومی) گشوده شد. خنیاب‌پور، روز ۳۰ آذر ماه ۱۴۰۱، در حالی که برای پیگیری وضعیت محل کسب‌وکار خود به دادگستری بهبهان مراجعه کرده بود، بازداشت و در نهایت روز سه‌شنبه ۶ دی ماه به قید وثیقه تا پایان مراحل دادرسی از زندان سپیدار اهواز آزاد شد و چندی بعد آن پرونده وی در راستای اعمال بخشنامه قوه قضائیه مختومه و محل کسب او هم فک پلمب شد.